# Pani dentystko, nie tak blisko!
Pani dentystko, nie tak blisko! (jap. 歯医者さん、あタってます！ Haisha-san, atattemasu!) – manga autorstwa Shō Yamazakiego, publikowana w magazynie internetowym „Shōnen Jump+” wydawnictwa Shūeisha od maja 2020 do stycznia 2023. Całość została zebrana w 8 tomach.

## Fabuła
Seria koncentruje się na Takumie Kurosumim, członku grupy yakuzy, który podczas wizyty zakochuje się w dentystce Tomori Shirayuki, wierząc, że Tomori jest kobietą; w rzeczywistości jest on przebierającym się mężczyzną z konkurencyjnej grupy yakuzy.

## Produkcja
5 października 2019 Shō Yamazaki opublikował one-shot w aplikacji i witrynie internetowej „Shōnen Jump+”. W momencie premiery zdobył on pierwsze miejsce w trendach na Twitterze, przekraczając 2,6 miliona wyświetleń i stając się najczęściej czytanym one-shotem „Shōnen Jump+” w historii. Ze względu na jego popularność, Yamazaki postanowił rozwinąć go do pełnoprawnej serii, wydawanej w „Shōnen Jump+”.

## Publikacja serii
Manga ukazywała się w magazynie internetowym „Shōnen Jump+” wydawnictwa Shūeisha od 16 maja 2020 do 21 stycznia 2023. Jej rozdziały zostały zebrane w 8 tankōbonach, które były wydawane od 2 października 2020 do 3 marca 2023.
W Polsce prawa do dystrybucji posiada wydawnictwo Studio JG.
| Nr | Język japoński      | Język japoński         | Język polski         | Język polski           |
| Nr | Data wydania        | ISBN                   | Data wydania         | ISBN                   |
| -- | ------------------- | ---------------------- | -------------------- | ---------------------- |
| 1  | 2 października 2020 | ISBN 978-4-08-882460-4 | 26 kwietnia 2024     | ISBN 978-83-8257-411-1 |
| 2  | 4 lutego 2021       | ISBN 978-4-08-882571-7 | 27 czerwca 2024      | ISBN 978-83-8257-461-6 |
| 3  | 2 lipca 2021        | ISBN 978-4-08-882667-7 | 30 sierpnia 2024     | ISBN 978-83-8257-507-1 |
| 4  | 4 listopada 2021    | ISBN 978-4-08-882802-2 | 29 października 2024 | ISBN 978-83-8257-563-7 |
| 5  | 4 marca 2022        | ISBN 978-4-08-883041-4 | 29 stycznia 2025     | ISBN 978-83-8257-621-4 |
| 6  | 4 lipca 2022        | ISBN 978-4-08-883155-8 | 25 marca 2025        | ISBN 978-83-8257-675-7 |
| 7  | 2 grudnia 2022      | ISBN 978-4-08-883358-3 | —                    |                        |
| 8  | 3 marca 2023        | ISBN 978-4-08-883478-8 | —                    |                        |

## Odbiór
W lutym 2021 manga miała ponad 3 miliony wyświetleń na platformie „Shōnen Jump+”. Do lipca 2021 seria rozeszła się w nakładzie ponad 100 000 egzemplarzy.